# Paronychia chionaea
Paronychia chionaea är en nejlikväxtart. Paronychia chionaea ingår i släktet prasselörter, och familjen nejlikväxter.

## Underarter
Arten delas in i följande underarter:
- P. c. chionaea
- P. c. kemaliya
- P. c. latifolia